# بلاهوفيشينسكي
بلاهوفيشينسكي هي مدينة من مدن أوكرانيا. يبلغ عدد سكانها 6109 نسمة وذلك حسب إحصائيات سنة 2013.